# Équipe du Guatemala masculine de handball
Maillots
Dernière mise à jour : 17 mai 2020.
L'équipe du Guatemala masculine de handball représente le Guatemala lors des compétitions internationales de handball.

## Palmarès

### Championnat panaméricain de handball
- 2014 : 8e
- 2016 : 11e
- 2018 : 8e

### Jeux d'Amérique centrale et des Caraïbes
- 2018 : 6e

### Jeux d'Amérique centrale
- 2017 :  Vainqueur

### Championnat d'Amérique centrale de handball
- 2013 :  Vainqueur
- 2015 :  Vainqueur
- 2017 :  Vainqueur

### Jeux bolivariens
- 2013 : 3e